# میشیگان بلاف (کالیفرنیا)
میشیگان بلاف (به انگلیسی: Michigan Bluff) یک منطقهٔ مسکونی در ایالات متحده آمریکا است که در شهرستان پلاسر، کالیفرنیا واقع شده‌است. میشیگان بلاف ۱٬۰۷۰ متر بالاتر از سطح دریا واقع شده‌است.